# Râul Cotocu
Râul Cotocu este un curs de apă, afluent al râului Todirești. 